# Часна уличарска
Часна уличарска (рус. Слово пацана. Кровь на асфальте) руска је телевизијска серија, снимана 2021.
У Србији је емитује Нова од 17. фебруара 2025.

## Радња
Радња ове приче смештена је у 1980-е године у Казању, где је било више од 100 организованих малолетничких уличних банди. У то време, када се у Совјетском Савезу одвијала „перестројка”, а ера Совјетског Савеза била пред колапсом, живот је постао нестабилан и другачији. Док су се родитељи борили за опстанак у свету који се мења, деца су се борила за територију и талас криминала на градским улицама почео је да расте.
У првој епизоди биће приказан почетак трансформације школарца Андреја из обичног тинејџера у окрутног клинца. Крајем зиме 1989. у Казању, 14-годишњи Андреј живи са мајком и млађом сестром. У школи, Андреју је речено да ће помоћи другару из разреда по имену Марат, некоме ко често малтретира Андреја, да постане бољи у енглеском језику. Марат, члан банде зване Супермаркет, спријатељи се са Андрејем: Андреј га учи енглески, а Марат њега учи боксу и ситним крађама. После неког времена, Андреј одлучује да се придружи банди Супермаркет.

## Улоге
| Глумац         | Улога          |
| -------------- | -------------- |
| Иван Јанковски | Вова Суворов   |
| Рузил Минекаев | Марат Суворов  |
| Леон Кемстач   | Андреј Васиљев |